# Carlo Radice
Carlo Radice (Monza, 16 dicembre 1907 – Milano, 9 maggio 1976) è stato un calciatore italiano, di ruolo attaccante.
Con 62 (64 secondo altre fonti) gol segnati in campionato è stato cannoniere rosanero in ogni categoria di tutti i tempi fin quando Fabrizio Miccoli lo ha superato settantanove anni dopo.
Era soprannominato Il Vichingo per via delle guance rosse, gli occhi verdi, i capelli biondi, l'altezza e la prestanza fisica.

## Caratteristiche tecniche
Eccellente colpitore di testa, per migliorare dal punto di vista tecnico, fu costretto dall'allenatore del Palermo Gyula Feldmann a palleggiare per molte ore. Il suo tiro effettuato con il piede destro era molto potente, facendo subire degli infortuni al portiere della Juventus Gianpiero Combi e a quello del Bologna Mario Gianni.

## Carriera
Radice comincia a giocare nel Monza, nella Seconda Divisione 1925-1926, secondo livello calcistico di quel periodo.
Dopo un anno viene acquistato dalla Virtus Goliarda, squadra di calcio di Roma.
Rimane sempre nella capitale venendo poi acquistato dalla Lazio. Con quest'ultima esordì per la prima volta nella Divisione Nazionale 1928-1929, massima serie dell'epoca, segnando 2 reti in 5 partite.
Passò poi al Palermo l'anno dopo, che militava in Prima Divisione, allora l'antica Serie C, diventando il calciatore preferito del Presidente Barone Bordonaro di Gebbiarossa. Già alla prima stagione contribuì subito alla promozione nella serie cadetta grazie ai suoi gol. Due stagioni dopo ne segnò 28 in 29 partite, record di media per un giocatore rosanero: essi gli consentirono di vincere il titolo di capocannoniere della Serie B e le sue prestazioni furono fondamentali per la storica promozione in Serie A, che era stata anche sfiorata l'edizione precedente, contribuendo soprattutto alla grande scalata del Palermo in soli 3 anni.
Il 18 settembre 1932, in Pro Vercelli-Palermo (2-0), disputò la prima partita con la squadra siciliana in massima categoria. Uno scandalo lo coinvolse proprio durante la stagione: una relazione extraconiugale ne pregiudicò il rendimento e mise nei guai la famiglia e la società; fu così costretto a separarsi dalla squadra a fine stagione. Del Palermo è stato, per quasi ottant'anni, il miglior marcatore della storia in tutte le competizioni, superato nel 2012 da Fabrizio Miccoli e nel 2024 da Matteo Brunori.
Si accasò successivamente alla Catanzarese, neopromossa in Serie B, ma, risoltesi le questioni che aveva avuto in precedenza a Palermo, tornò nel club rosanero al termine dell'annata, conclusasi nel frattempo al 7º posto. Collezionò tuttavia una sola presenza, senza mai andare a segno, ma contribuì in una delle migliori e memorabili stagioni della storia della compagine siciliana.
Chiuse poi la carriera da calciatore nel Falck, in Serie C.

## Statistiche

### Presenze e reti nei club
| Stagione        | Squadra          | Campionato      | Campionato | Campionato |
| Stagione        | Squadra          | Comp            | Pres       | Reti       |
| --------------- | ---------------- | --------------- | ---------- | ---------- |
| 1925-1926       | Monza            | SD              | 11         | 3          |
| 1927-1928       | Virtus Goliarda  | SD              | ?          | ?          |
| 1928-1929       | Lazio            | DN              | 5          | 2          |
| 1929-1930       | Palermo          | PD              | 22         | 13         |
| 1930-1931       | Palermo          | B               | 31         | 16         |
| 1931-1932       | Palermo          | B               | 29         | 28         |
| 1932-1933       | Palermo          | A               | 24         | 5          |
| 1933-1934       | Catanzarese      | B               | 12         | 6          |
| 1934-1935       | Palermo          | A               | 1          | 0          |
| Totale Palermo  | Totale Palermo   | Totale Palermo  | 107        | 62         |
| 1935-1936       | Acciaierie Falck | C               | 23         | 7          |
| Totale carriera | Totale carriera  | Totale carriera | 158+       | 80+        |

## Palmarès

### Club

#### Competizioni nazionali
- Campionato italiano di Serie B: 1

Palermo: 1931-1932
- Prima Divisione: 1

Palermo: 1929-1930

### Individuale
- Capocannoniere della Serie B: 1

1931-1932 (28 gol)